# Víktor Bànnikov
Víktor Bànnikov   (Luhini, 28 d'abril de 1938 - Kíiv, 25 d'abril de 2001) fou un futbolista ucraïnès de la dècada de 1960.
Fou 14 cops internacional amb la selecció soviètica amb la qual participà en la Copa del Món de Futbol de 1966.
Pel que fa a clubs, defensà els colors del Dinamo de Kíev i FC Torpedo Moscou.